# Coiffy-le-Bas
Coiffy-le-Bas település Franciaországban, Haute-Marne megyében. Lakosainak száma 85 fő (2022. január 1.). Coiffy-le-Bas Laneuvelle, Varennes-sur-Amance, Vicq, Bourbonne-les-Bains, Chézeaux és Coiffy-le-Haut községekkel határos.

## Népesség
A település népességének változása:
| Lakosok száma | 153  | 131  | 137  | 104  | 99   | 94   | 92   | 88   | 87   | 85   |
|               | 1968 | 1982 | 1990 | 2006 | 2013 | 2015 | 2017 | 2019 | 2020 | 2022 |